# Tour della nazionale maschile di rugby a 15 della Francia 1967
Il Tour della Nazionale di rugby a 15 della Francia 1967 fu il terzo tour primo tour della nazionale francese di rugby a 15 in Sudafrica, dopo quelli del 1958 e 1967.
Nei quattro test ufficiali, prevalse il Sudafrica con 2 vittorie contro 1 (ed un pareggio)

## Risultati nei test match
| Arbitro: | Edwin Straheim |

|                                                                           |           |               |
| mete: Dirksen 2 Ellis, Greyling 2 trasf.: de Villiers 4 c.p.: de Villiers | Marcatori | mete: Dourthe |

| Arbitro: | M.Blaise |

| |            | |
| mete: Dirksen Engelbrecht, Olivier trasf.: de Villiers 2 c.p.: Naude | Marcatori  | c.p.: Villepreux |
| 15 HO de Villiers 14 Jannie Engelbrecht, 11 Corra Dirksen 13 John Gainsford, 12 Eben Olivier 10 Piet Visagie, 9 Dawie de Villiers (c) 8 Albie de Waal, 7 Jan Ellis, 6 Piet Greyling 5 Tiny Naude, 4 Gawie Carelse 3 Gert Kotze, 2 Gys Pitzer, 1 Tiny Neethling | Formazioni | 15 Pierre Villepreux 14 Bernard Duprat, 11 Christian Darrouy (c) 13 Claude Dourthe, 12 Jean-Pierre Lux 10 Jean-Louis Dehez, 9 Gerard Sutra 8 Benoit Dauga, 7 Walter Spanghero, 6 Michel Sitjar 5 Alain Plantefol, 4 Jacques Fort 3 Michel Lasserre, 2 Jean-Claude Malbet, 1 Jean-Michel Esponda |

| Arbitro: | M.Blaise |

| |            | |
| mete: Ellis, Olivier trasf.: Visagie c.p.: Naude 2 Drop: | Marcatori  | mete: Cabanier, Trillo trasf.: G.Camberabero 2 c.p.: Lacaze Drop: G.Camberabero 2 |
| 15 H. de Villiers 14 Jannie Engelbrecht, 11 Corra Dirksen 13 John Gainsford, 12 Eben Olivier 10 Piet Visagie, 9 Dawie de Villiers (c) 8 Albie de Waal, 7 Jan Ellis, 6 Piet Greyling 5 Tiny Naude, 4 Gawie Carelse 3 Gert Kotze, 2 Gys Pitzer, 1 Tiny Neethling | Formazioni | 15 Claude Lacaze 14 Bernard Duprat, 11 Jacques Londios 13 Claude Dourthe, 12 Jean Trillo 10 Guy Camberabero, 9 Marcel Puget 8 Michel Lasserre, 7 Walter Spanghero, 6 Christian Carrere 5 Alain Plantefol, 4 Benoit Dauga 3 Andre Abadie, 2 Jean-Michel Cabanier, 1 Jacques Fort (c) |

| Arbitro: | P. Robbertse |

| |            | |
| c.p..: de Villiers Drop: Viasgie | Marcatori  | mete: Spanghero c.p.: Guy Camberabero |
| 15.HO de Villiers 14.Jannie Engelbrecht, 11.Corra Dirksen 13.Syd Nomis, 12.Eben Olivier 10.Piet Visagie, 9.Dawie de Villiers (c) 8.Albie de Waal, 7.Jan Ellis, 6.Piet Greyling 5.Tiny Naude, 4.Frik du Preez 3.Gert Kotze, 2.Gys Pitzer, 1.Tiny Neethling | Formazioni | 15.Claude Lacaze 14.Jacques Crampagne, 11.Christian Darrouy (c) 13.Jean-Pierre Lux, 12.Jean Trillo 10.Guy Camberabero, 9.Marcel Puget 8.Walter Spanghero, 7.Andre Quilis, 6.Christian Carrere 5.Alain Plantefol, 4.Benoit Dauga 3.Andre Abadie, 2.Jean-Claude Malbet, 1.Jacques Fort |